# Найпростіший спосіб
Найпростіший спосіб (англ. The Easiest Way) — американська мелодрама режисера Джека Конуея 1931 року.

## Сюжет
Провівши все своє дитинство в робочій бідній родині, доросла Лора вирішує не виходити заміж за хлопця свого стану і замість цього приймає залицяння багатого, старого Броктона. Незабаром вона закохується в молодого настирливого журналіста Джека Медісона, але він надовго покидає її, залишаючи у відчаї. Коли в неї закінчуються гроші, вона знову повертається до Броктона.

## У ролях
- Констанс Беннетт — Лаура Мердок
- Адольф Менжу — Вільям Броктон
- Роберт Монтгомері — Джек Медісон
- Аніта Пейдж — Пейдж
- Марджорі Рембо — Елфі
- Дж. Фаррелл МакДональд — Бен
- Клара Блендік — Агнес
- Кларк Гейбл — Нік